# Томас Льямас, Брандон
Брандон Томас Льямас (исп. Brandon Thomas Llamas; род. 4 февраля 1995, Мальорка, Балеарские Острова) — испанский и португальский футболист, вингер клуба.

## Клубная карьера
Томас — воспитанник клуба «Мальорка». 15 декабря 2012 года в матче против «Атлетик Бильбао» он дебютировал в Ла Лиге. По итогам сезона клуб вылетел в Сегунду, но игрок остался в команде. 24 мая 2015 года в поединке против «Альбасете» Брандон забил свой первый гол за «Мальорку». Летом 2017 года Томас перешёл во французский «Ренн». 28 октября в матче против «Монпелье» он дебютировал в Лиге 1. В этом же поединке Брандон забил свой первый гол за Ренн.
В 2018 году Томас был арендован «Осасуной». В матче против «Мальорки» он дебютировал за новую команду. 8 октября в поединке против «Сарагосы» Брандон забил свой первый гол за «Осасуну». По окончании сезона клуб выкупил трансфер игрока, а он помог команде выйти в элиту.
В начале 2020 года Томас на правах аренды перешёл в «Жирону». 16 января в матче против «Эстремадуры» он дебютировал за новую команду. 22 февраля в поединке против «Понферрадина» Брандон забил свой первый гол за «Жирону». В 2021 году Томас был арендован клубом «Леганес». В матче против «Лас-Пальмас» он дебютировал за новую команду.
Летом 2021 года Томас перешёл в «Малагу». 16 августа в матче против «Мирандес» он дебютировал за новую команду. 8 октября в поединке против «Вальядолида» Брандон забил свой первый гол за «Малагу».
Летом 2022 года Томас подписал контракт с греческим клубом ПАОК. 20 августа в матче против «Панетоликос» он дебютировал в греческой Суперлиге. В этом же поединке Брандон забил свой первый гол за ПАОК. В поединках розыгрыша Лиги конференций 2023/2024 против финского ХИКа и загребского «Динамо» он забил по голу.

## Достижения
ПАОК
- Чемпион Греции: 2023/24